# Melvin Boomer
Melvin Promeneur, dit Melvin Boomer (prononcer [bu.mœʁ]), est un danseur de breakdance et acteur français.
En 2022, il est révélé dans la mini-série Le Monde de demain où il incarne le jeune JoeyStarr. L'année suivante, il fait ses débuts au cinéma avec le premier rôle du film Sage-Homme.

## Biographie

### Jeunesse
Melvin Promeneur grandit à Vincennes. Sa mère est une patineuse artistique d'origine italienne et son père, Jean-Phaël Promeneur, est combattant de MMA (10W/12L) sous le nom de Stone Head et champion de France  pancrace en 2012. Il a une sœur de neuf ans plus jeune que lui,.
Il commence sa scolarité dans une école privée catholique « très dure » ; ses résultats scolaires sont très mauvais en raison d'une forte dyslexie, d'une dysorthographie et d'un trouble de l'attention. Il intègre ensuite l’école publique Decroly à Saint-Mandé puis le collège public Françoise Giroud à Vincennes.[réf. nécessaire] Malgré ses difficultés scolaires, il réussit à obtenir son brevet des collèges puis son baccalauréat.
Par ailleurs, il pratique le basket-ball, la capoeira et le parkour ; la découverte du breakdance à douze ans lui permet de s'échapper du climat de l'école.

### Débuts artistiques
Delphine Schoevaert le forme à la danse hip-hop et, à l'école Arts en Mouvements de Vincennes, Candice Alekan lui apprend à la danse classique et le jazz[réf. nécessaire]. Après être passé à l'Académie internationale de la danse de Paris, Melvin Boomer fonde le collectif Artiumprod en 2020.

### Débuts à l'écran
En 2020, Melvin Boomer est repéré sur Instagram pour jouer, en 2022, dans la mini-série biographique Le Monde de demain, où il incarne le jeune JoeyStarr, la série racontant la formation du groupe Suprême NTM, avec Anthony Bajon jouant Kool Shen. Boomer refuse d'abord car il n'est pas acteur, avant que son père ne l'encourage à accepter le rôle qui va le révéler.
Début 2023, il interprète Léopold, jeune étudiant en médecine devenu sage-femme stagiaire, dans le film Sage-Homme, au côté de Karin Viard. Ce rôle lui vaut de figurer dans la pré-sélection des Révélations 2024 de l'Académie des César.

## Filmographie

### Télévision
- 2022 : Le Monde de demain, mini-série de Katell Quillévéré, Hélier Cisterne et David Elkaïm : JoeyStarr
- 2023 : 66-5 d’Anne Landois : Rudy Mondésir
- 2024 : La Cage de Franck Gastambide et Sylvain Caron : Taylor Keïta

### Cinéma
- 2023 : Sage-homme de Jennifer Devoldère : Léopold, le stagiaire

## Distinction
- Césars 2024 : présélection « Révélation » pour le César de la meilleure révélation masculine pour Sage-Homme[8]